# Uche Ezekwesili
Uche Ezekwesili ist eine ehemalige nigerianische Leichtathletin, die sich auf den Sprint spezialisiert hatte. 1965 siegte sie mit der nigerianischen 4-mal-100-Meter-Staffel bei den Afrikaspielen in Brazzaville.

## Sportliche Laufbahn
Erste internationale Erfahrungen sammelte Irene Erondu vermutlich im Jahr 1965, als sie bei den Afrikaspielen in Brazzaville mit der nigerianischen 4-mal-100-Meter-Staffel in 48,0 s gemeinsam mit Jumoke Bodunrin, Regina Okafor und Irene Erondu die Goldmedaille gewann.